# Daniel Mensah

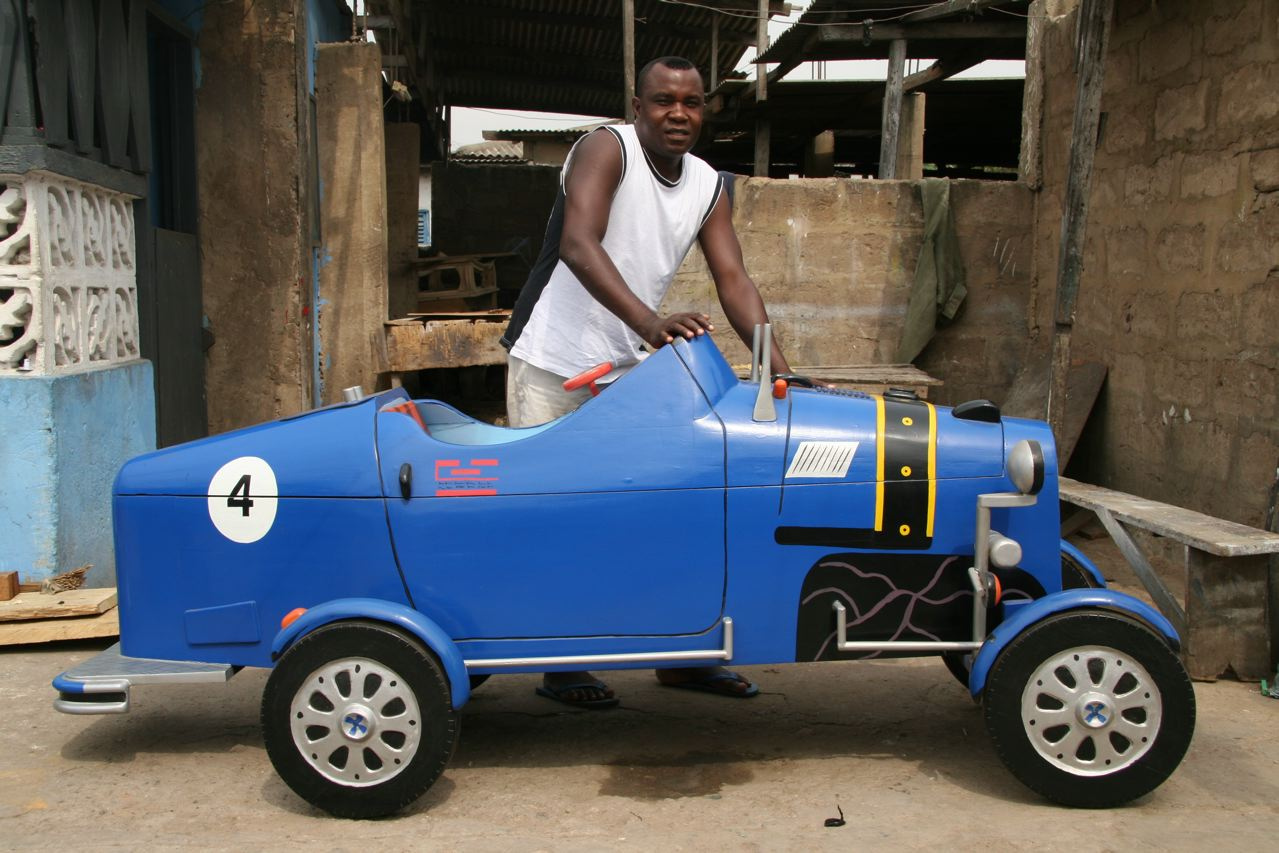
Hello mit seinem Oldtimer-Sarg (2006), Foto: Regula Tschumi

Daniel Mensah, genannt Hello (* 1968 in Teshie), ist ein bekannter ghanaischer Sargkünstler der Volksgruppe der Ga.

## Biographie
Daniel Mensah wurde 1968 in Teshie geboren. 1984 begann er seine sechsjährige Lehrzeit beim Sargkünstler Paa Joe in Nungua. Anschließend blieb Daniel Mensah weitere acht Jahre als Meisterschreiner bei Paa Joe, bis er 1998 im ehemaligen Atelier Kane Kreis in Teshie seine eigene Werkstatt „Hello Design Coffin Works“ eröffnete. Hello war an verschiedenen Gruppenausstellungen in internationalen Museen beteiligt. Seine figürlichen Särge sind unter anderem in der Sammlung des British Museum, London und des Sainsbury Centre for Visual Arts in Norwich, England zu finden.

## Teilnahme an Gruppenausstellungen (Auswahl)
- 2011 "Ghanaian „fantasy Coffin“, Sainsbury Centre for Visual Arts, University of East Anglia.
- 2009 bis 2010 "Living and Dying Gallery", British Museum, London.

## Dokumentarfilme (Auswahl)
- 2011 „Hidden Treasure of Africa“, Griff Rhys Jones, BBC London
- 2009 "Ghana, Sépulture sur mesure", Philippe Lespinasse, Grand Angle Productions, Frankreich TV5